# الحسن بن أحمد المسفيوي
الحسن بن أحمد المسفيوي شاعر في القرن 16 م، عاصر أحمد المنصور.